# Пажитнов Олексій Леонідович
Олексій Леонідович Пажитнов (нар. 14 березня 1956 р.) — радянський і американський розробник відеоігор, комп'ютерний інженер. Пажитнов розробив популярну гру Tetris, працюючи в Обчислювальному Центрі Академії наук СРСР. Він почав отримувати гонорари від свого творіння тільки в 1996 році, коли він і Хенк Роджерс створили Компанію Tetris.

## Біографія
Олексій Пажитнов створив Tetris з допомогою Дмитра Павловського та Вадима Герасимова в 1984 році. На Заході гра з'явилась лише в 1986 році.
Пажитнов також створив менш відоме продовження Tetris під назвою Welltris, який має той же принцип, але в тривимірному зображенні, де гравець бачить ігрове поле зверху. Tetris був ліцензований і управлявся радянською компанією ELORG, яка була створена спеціально для цієї мети, і рекламувалася під гаслом «З Росії з любов'ю». Так як він був співробітником Радянського уряду, Пажитнов не отримував гонорари.
Пажитнов разом з Володимиром Похильком переїхав до Сполучених Штатів в 1991 році і пізніше, в 1996 році, заснував компанію Tetris з Хенком Роджерсом. Він брав участь у розробці головоломок Pandora's Box, що містить більш традиційні головоломки.
Він почав працювати в Microsoft в жовтні 1996 року. Нова розширена версія Пажитнова з Hexic, Hexic HD, входив до комплекту до кожного нового пакету Xbox 360 Premium. Він покинув Microsoft в 2005 році.
18 серпня 2005 WildSnake Software оголосив, що Пажитнов співпрацюватиме з ними для того, щоб випустити нову лінію головоломки.
7 березня 2007 був удостоєний нагороди Game Developers Choice Awards First Penguin Award.
24 червня 2009 удостоєний почесної нагороди LARA — Der Deutsche Games Award.

| Назва гри                                           | Перший реліз | ОС, комп'ютер                                               | Роль Пажитнова |
| --------------------------------------------------- | ------------ | ----------------------------------------------------------- | --- |
| Tetris                                              | 1984         | Електроніка-60, IBM PC                                      | Оригінальна ідея, (алгоритм разом з Дмитром Павловським, програму з Електроніка-60 на IBM PC переніс Вадим Герасимов) |
| Welltris                                            | 1989         | Amiga, Atari ST, Commodore 64, DOS, Macintosh & ZX Spectrum | Загальний дизайн гри (разом з Andrei Sgenov)                                                                          |
| Faces                                               | 1990         | DOS, Macintosh                                              | Оригінальна ідея (разом з Vladimir Pokhilko)                                                                          |
| Hatris                                              | 1990         | TurboGrafx-16, Arcade, Game Boy & NES                       | Оригінальна ідея |
| Knight Move                                         | 1990         | Famicom Disk System (Японія)                                | Idealist |
| El-Fish                                             | 1993         | DOS                                                         | Оригінальна ідея (разом з Vladimir Pokhilko)                                                                          |
| Wild Snake                                          | 1994         | Game Boy & Super NES                                        | Загальний дизайн гри                                                                                                  |
| Knight Moves                                        | 1995         | Microsoft Windows                                           | Idealist |
| Ice & Fire                                          | 1995         | Windows, Macintosh & PlayStation                            | Оригінальна ідея (разом з Vladimir Pokhilko)                                                                          |
| Clockwerx                                           | 1995         | Microsoft Windows                                           | Оригінальна ідея |
| Tetrisphere                                         | 1997         | Nintendo 64                                                 | Помічник |
| Microsoft Entertainment Pack: The Puzzle Collection | 1997         | Windows & Game Boy Color                                    | Загальний дизайн гри                                                                                                  |
| Pandora's Box                                       | 1999         | Windows                                                     | Загальний дизайн гри                                                                                                  |
| Hexic HD                                            | 2005         | Xbox 360                                                    | Оригінальна ідея та дизайн                                                                                            |
| Dwice                                               | 2006         | Windows                                                     | Загальний дизайн гри                                                                                                  |
| Hexic 2                                             | 2007         | Xbox 360                                                    | Загальний дизайн гри                                                                                                  |

## Особисте життя
Син Пажитнова, Дмитро, загинув у гірськолижній пригоді на горі Рейнір в 2017.